# ツパイ島

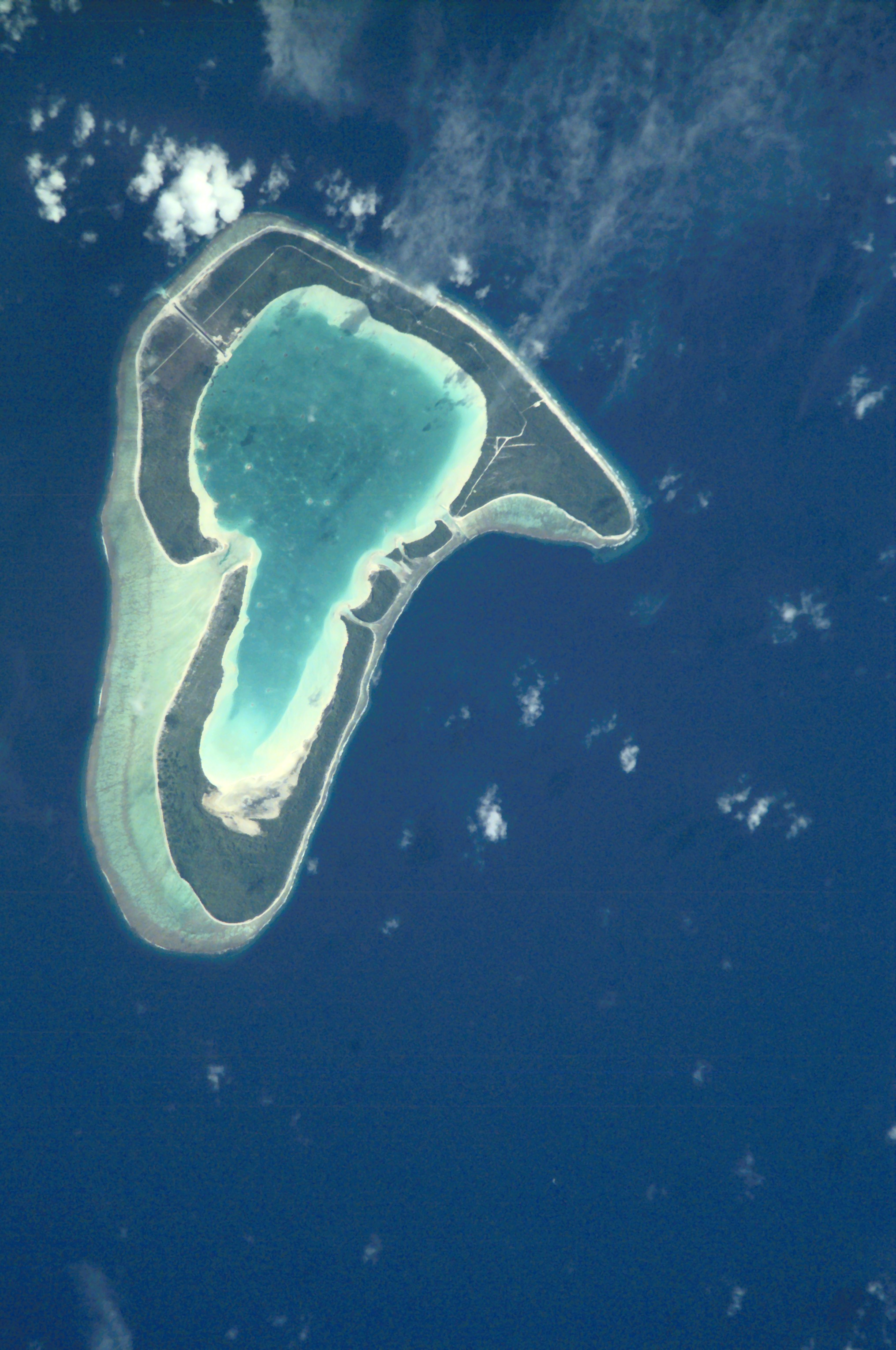
国際宇宙ステーションから撮影したツパイ島

ツパイ島(L'île de TUPAI)（フランス語: Tupai）は、フランス領ポリネシア・ボラボラ島の北側に位置する島。上空（島の東側）から見るとハートの形をしており、その神秘的な美しさと島の形から、旅行のパンフレットなどに掲載される事もある。
しかしながら、この島は無人島であるため、船・航空機などの定期便や航路は無い。天候が良ければ、パペーテ・タヒチ国際空港からボラボラ島に到着する航空機の機内から見る事ができるが、飛行航路や天候などの影響が大きいため、必ずではない。
一方、最も近いボラボラ島から、ヘリコプターでの遊覧飛行があり、これを利用する観光客も多い。ただし、ボラボラ島からは約20km離れているため、30分以上の時間が必要である。

## ツパイ島への上陸挙式
従来、ツパイ島は上空遊覧のみであったが、2012年2月21日付けフランス領ポリネシア自治政府条例にて、9年間の期間限定ながら、同島での挙式目的での上陸が許可された。
日本での総販売代理店は株式会社アーベーセー（本社：東京都渋谷区）が任じている。
座標: 南緯16度17分 西経151度50分 / 南緯16.28度 西経151.83度